# Mike Bookie
Michael Bookie (Pittsburgh, Pennsylvania, 1904. szeptember 12. – Eglin Air Force Base, Florida, 1944. október 12.) egykori amerikai válogatott labdarúgó.
Az amerikai válogatott tagjaként részt vett az 1930-as világbajnokságon.

## Sikerei, díjai
USA
- Világbajnoki bronzérmes (1): 1930